# Elezioni europee del 2024 in Croazia
Le elezioni europee del 2024 in Croazia si sono tenute domenica 9 giugno per eleggere i 12 membri del Parlamento europeo spettanti alla Croazia.

## Sistema elettorale
Per le elezioni europee, la legge elettorale croata prevede l’applicazione, in un'unica circoscrizione nazionale, di un sistema a base proporzionale con liste semi-aperte ed una soglia di sbarramento al 5% (sebbene tuttavia, durante le operazioni di allocazione, un seggio è attribuito generalmente all’ottenimento, in media, almeno dell’ ~8,33%).
Le preferenze sono in seguito tradotte in seggi secondo il metodo D'Hondt.
Tutte le persone che hanno la cittadinanza croata ed una residenza principale in Croazia, i cittadini croati senza residenza in Croazia (c.d. “croati all'estero”) e altri cittadini dell'Unione (se la loro residenza principale è in Croazia) hanno diritto di voto alle elezioni europee nel paese.
L’esercizio attivo del diritto è ammesso dai 18 anni in su, compresi coloro che compiono tale età entro il giorno delle elezioni, al più tardi. La registrazione al voto è attuata d’ufficio in base alla residenza.
L’esercizio del diritto di candidarsi è ammesso per tutte le persone che hanno diritto di voto e hanno raggiunto l'età di 18 anni il giorno delle elezioni.
Non è ammesso il voto per posta, né il voto per procura o il voto elettronico. Non è disposto alcun obbligo di voto.

## Risultati
| Liste           | Liste | Partito Europeo | Gruppo          | Voti      | %     | Seggi |
| --------------- | --- | --------------- | --------------- | --------- | ----- | ----- |
|                 | Unione Democratica Croata (HDZ)                                                                                             | PPE             | PPE             | 256.295   | 34,60 | 6     |
|                 | Fiumi di Giustizia (RP-K) • Partito Socialdemocratico di Croazia (SDP) • Partito con Nome e Cognome (DO i SiP - RE) • altri | • PSE • –       | • S&D • –       | 192.314   | 25,96 | 4 –   |
|                 | Movimento Patriottico (DPMŠ)                                                                                                | –               | ECR             | 65.383    | 8,82  | 1     |
|                 | Možemo! (M!) | PVE             | Verdi/ALE       | 43.890    | 5,92  | 1     |
|                 | Fair Play - Lista 9 (PI-P9)                                                                                                 | –               | –               | 41.606    | 5,61  | –     |
|                 | Lista dei Candidati di un Gruppo di Elettori - NINA SKOČAK (KLGB-NS)                                                        | –               | –               | 30.127    | 4,06  | –     |
|                 | Most nezavisnih lista (MOST)                                                                                                | –               | –               | 29.824    | 4,02  | –     |
|                 | Diritto e Giustizia (PiP)                                                                                                   | –               | –               | 22.214    | 2,99  | –     |
|                 | Altri (<2,99%) | –               | –               | 59.069    | 8,02  | –     |
| Totale          | Totale | Totale          | Totale          | 740.722   | 100   | 12    |
| Voti non validi | Voti non validi | Voti non validi | Voti non validi | 11.318    | 1,50  |       |
| Votanti         | Votanti | Votanti         | Votanti         | 752.264   | 21,35 |       |
| Elettori        | Elettori | Elettori        | Elettori        | 3.524.179 |       |       |